# Губкин, Владимир Иванович
Владимир Иванович Губкин (род. 6 мая 1935, Обоянь, СССР) — советский и российский военачальник. Участник боевых действий в Сирии. Заместитель начальника Управления боевой подготовки Московского военного округа, генерал-майор.

## Биография
Ранние годы
Владимир Губкин родился 6 мая 1935 года в г. Обоянь Курской области. После окончания семи классов поступил в 1950 году в Курский строительный техникум, который окончил в 1954 году.
Начало военной службы
- В 1954 году призван в армию. 1954—1955 годы проходил срочную службу в полковой артиллерийской школе Московского военного округа. Город Калинин (Тверь), рядовой, ефрейтор.
- 1955—1958 годы — курсант гвардейского Ульяновского тяжёлого танкового училища имени В. И. Ленина
- 1958—1964 годы — командир танкового взвода в тяжёлом танковом полку 10-й гвардейской танковой Уральско-Львовской ордена Октябрьской Революции, Краснознамённой, орденов Суворова и Кутузова добровольческой дивизии имени Маршала Советского Союза Р. Я. Малиновского, гвардии лейтенант, гвардии старший лейтенант
- 1964—1967 годы — командир танкового взвода, танковой роты 81-й мотострелковой дивизии Краснознамённого Киевского военного округа капитан, майор.
- 1967—1969 годы — командир танкового батальона 81-й мотострелковой дивизии, майор.
- 1969—1972 годы слушатель Военной орденов Ленина и Октябрьской Революции, Краснознамённой академии бронетанковых войск имени Маршала Советского Союза Р. Я. Малиновского Командный факультет по специальности — командно-штабная, оперативно-тактическая общевойсковая, присвоена квалификация офицера с высшим военным образованием, майор.
- 1972—1974 годы — командир танкового полка в 6-й гвардейской танковой дивизии, ГСВГ, гвардии майор, гвардии подполковник.
- 1974—1977 годы начальник штаба 7-й тд ГСВГ, подполковник.

На высших должностях
- 1977—1982 годы — Командир 9-й Краснодарской Краснознамённой орденов Кутузова и Красной Звезды мотострелковой дивизии. Начальник Майкопского гарнизона. СКВО. (Майкоп, Адыгейская АО, СССР/Республика Адыгея, Россия). Полковник, генерал-майор.
- 1982—1983 годы — советник командира 5-й пехотной дивизии в армии Сирийской Арабской Республике
- 1983—1985 В составе войск САР в Ливане принимал участие в локальных боевых действиях армии САР, генерал-майор.
- 1985—1989 годы заместитель командующего 5-й армии Краснознамённого Дальневосточного военного округа, генерал-майор.
- 1989—1992 заместитель начальника Управления боевой подготовки Московского военного округа
- в 1992 году уволен в запас по выслуге лет

После службы
8 1992—1994 — Начальник штаба Гражданской обороны Верховного Совета РСФСР, Государственной Думы Российской Федерации

## Семья
- Отец — Иван Губкин
- Мать — Губкина.
- Жена — Пашкова Нина Иосифовна (1949) окончила Московский институт связи. работала начальником районного узла связи.
- дочь — Романова Лана Владимировна (1959)

## Награды
- Орден Боевого Красного Знамени
- Орден Красной Звезды
- Медаль «В ознаменование 100-летия со дня рождения Владимира Ильича Ленина» (6 апреля 1970[1])
- Медаль «За укрепление боевого содружества»
- Юбилейная медаль «Двадцать лет Победы в Великой Отечественной войне 1941—1945 гг.»
- Юбилейная медаль «300 лет Российскому флоту»
- Медаль «Ветеран Вооружённых Сил СССР»
- Юбилейная медаль «40 лет Вооружённых Сил СССР»
- Юбилейная медаль «50 лет Вооружённых Сил СССР»
- Юбилейная медаль «60 лет Вооружённых Сил СССР»[2]
- Юбилейная медаль «70 лет Вооружённых Сил СССР»[3]
- Медаль «За безупречную службу» I степени
- Медаль «За безупречную службу» II степени
- Медаль «За безупречную службу» III степени
- Медаль «За ратную доблесть»
- и другие.
- иностранные награды

## Галерея

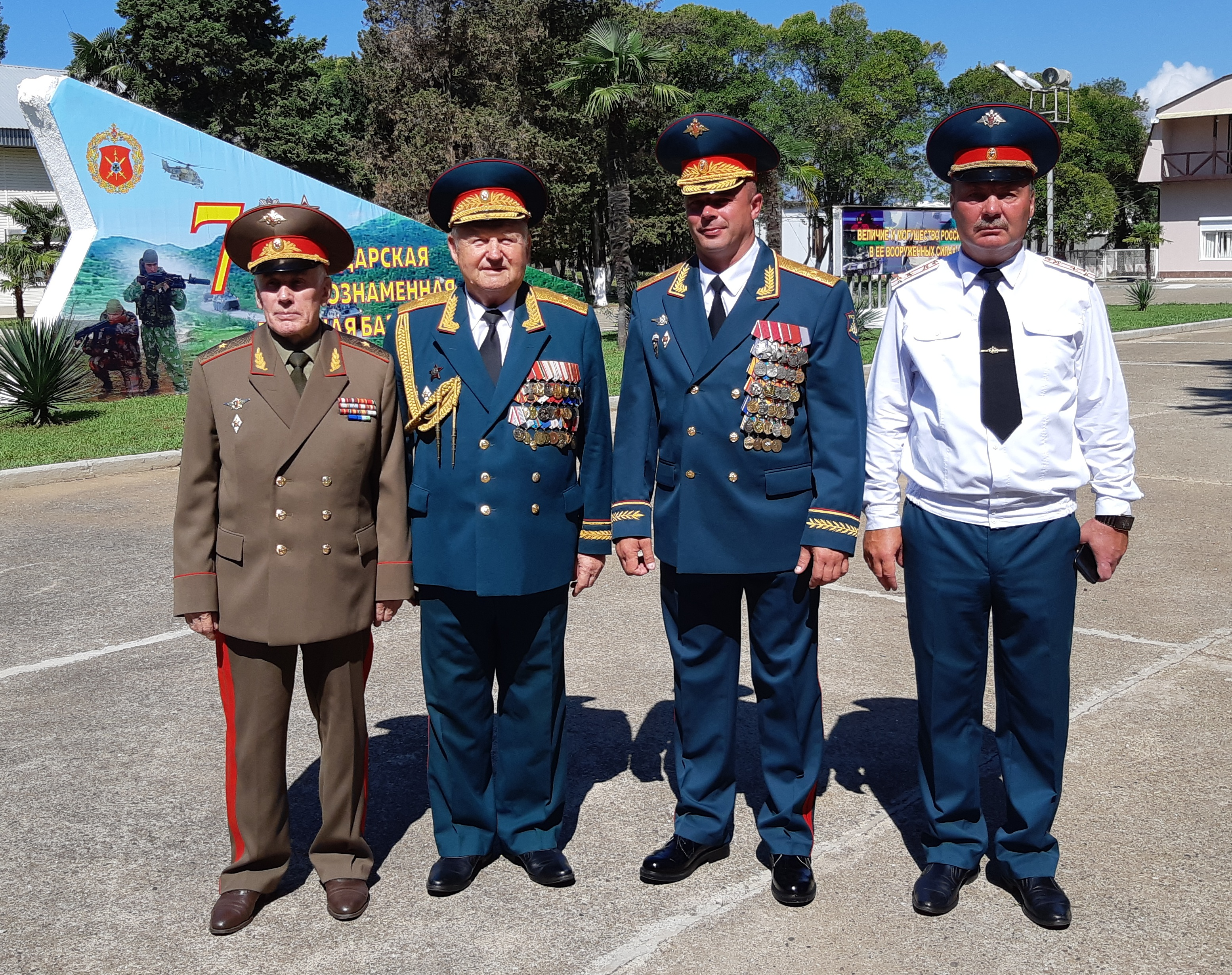
Командиры соединения разных периодов: генералы Владимир Губкин, Александр Дорофеев, Михаил Кособоков и полковник Игорь Егоров. Гудаута 2018.
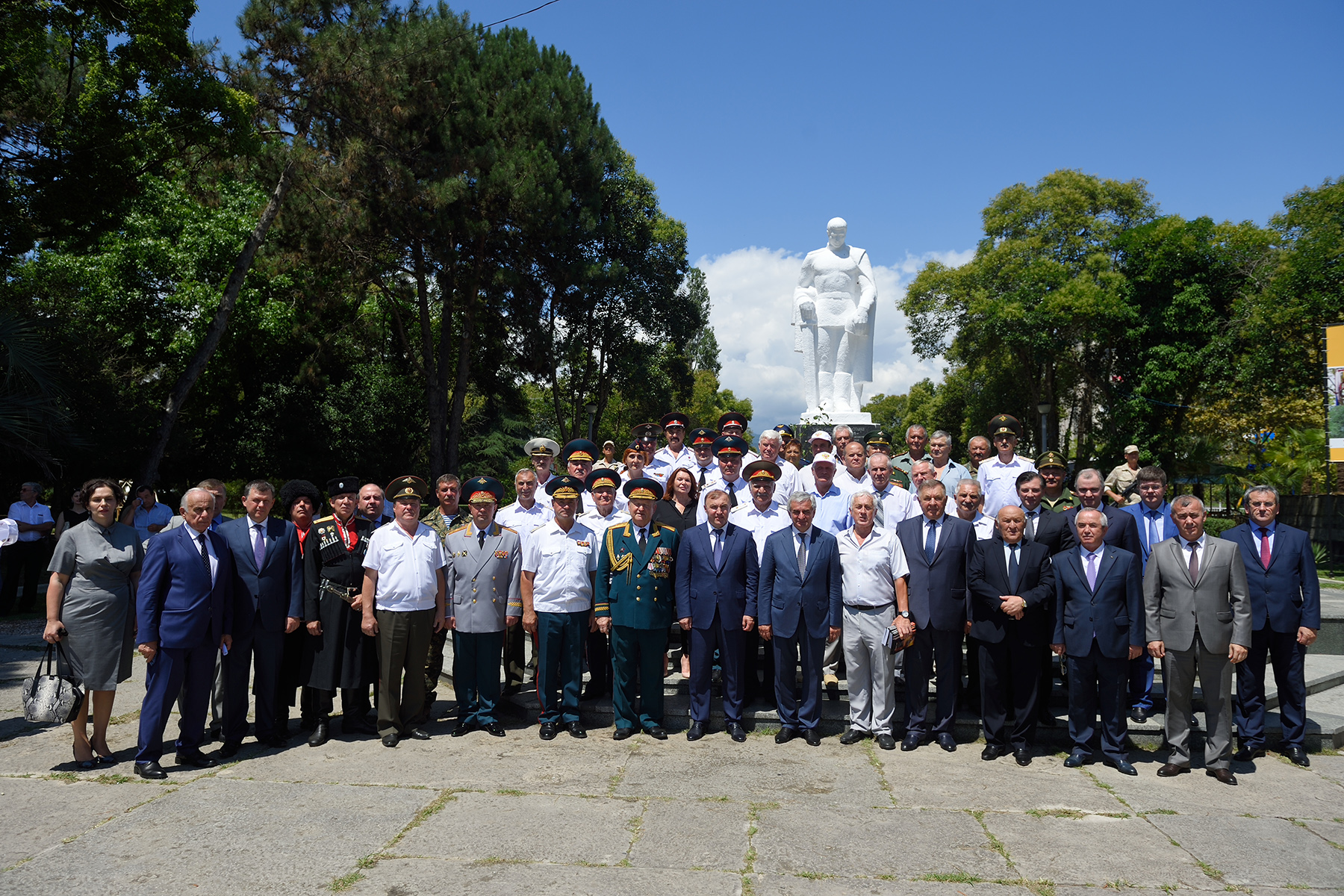
Президент Абхазии и Глава Республики Адыгея у памятника Неизвестному солдату. Сухум 2018.